# Ga Đại Lãnh
Ga Đại Lãnh là một nhà ga xe lửa tại xã Đại Lãnh, tỉnh Khánh Hòa. Nhà ga là một điểm trên tuyến đường sắt Bắc Nam tiếp nối sau ga Hảo Sơn (tỉnh Phú Yên) và trước ga Tu Bông. Lý trình ga: Km 1232 + 200.